# Girondelle
Girondelle är en kommun i departementet Ardennes i regionen Grand Est (tidigare regionen Champagne-Ardenne) i nordöstra Frankrike. Kommunen ligger  i kantonen Rumigny som ligger i arrondissementet Charleville-Mézières. År 2022 hade Girondelle 157 invånare.

## Befolkningsutveckling
Antalet invånare i kommunen Girondelle
Referens: INSEE